# Konura słoneczna
Konura słoneczna (Aratinga solstitialis) – gatunek średniego, barwnego ptaka z rodziny papugowatych (Psittacidae). Występuje w północnej części Ameryki Południowej – w Gujanie oraz przyległym fragmencie północnej Brazylii. Jest zagrożona wyginięciem; dość często spotykana w hodowlach.

## Systematyka
Jest to gatunek monotypowy (nie wyróżnia się podgatunków). Blisko spokrewniona z konurą ognistobrzuchą (A. jandaya) i złotoczelną (A. auricapillus), z którymi bywała czasem łączona w jeden gatunek. Za jej synonim uznawano konurę żółtą (A. maculata), traktowaną obecnie jako osobny gatunek.

## Morfologia

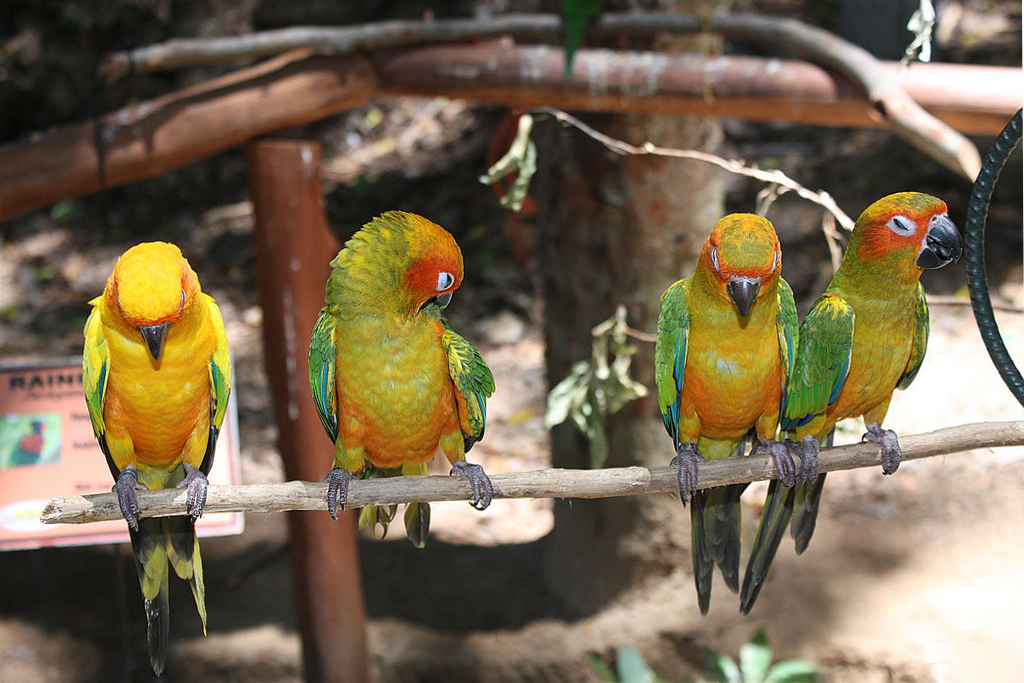
Ptak dorosły (pierwszy z lewej) i osobniki młodociane

Nie występuje dymorfizm płciowy. Gruby, czarny dziób. Pomarańczowa „twarz” oraz spód ciała nie licząc piersi, a także pokrywy nadogonowe. Poza tym całe ciało oraz barkówki żółte. Pokrywy skrzydłowe zielone z żółtymi obrzeżeniami, lotki drugorzędowe oraz zakończenia zielonych, pierwszorzędowych granatowe. Szare, zygodaktyliczne nogi. Ogon długi, początkowo żółtawy, a na brzegach niebieski, dalej przechodzi w granat.

### Wymiary
- długość ciała: 30 cm
- rozpiętość skrzydeł: 46 cm
- masa ciała: 100–120 g

## Zasięg występowania
Występuje w północnej części Ameryki Południowej – w Gujanie oraz przyległym fragmencie północnej Brazylii (północno-wschodnia część stanu Roraima). Dawniej występowała także w Surinamie, a jedno stwierdzenie pochodzi z Gujany Francuskiej. Odnotowane stwierdzenie rzekomo z południowo-wschodniej Wenezueli w rzeczywistości miało miejsce na terytorium Brazylii.

## Ekologia i zachowanie

### Biotop
Lasy i sawanna.

### Zachowanie
Zazwyczaj spotykana w średniej wielkości stadach. Żeruje na drzewach i krzewach, jest ruchliwa i hałaśliwa.

### Głos
Wysokie, zgrzytliwe, szybko powtarzane skriik.

### Pożywienie
Zazwyczaj owoce.

### Rozmnażanie
Wiadomo tylko to, że gniazduje w dziuplach, często palmowych. Reszta danych pochodzi z niewoli. Wyprowadza 1 lęg. 4 jaja wysiadywane są przez samicę przez około 28 dni. Młode umieją latać po 56 dniach.

## Status
Międzynarodowa Unia Ochrony Przyrody (IUCN) uznaje konurę słoneczną za gatunek zagrożony (EN – endangered) od 2014 roku, kiedy to wydzielono konurę żółtą do osobnego gatunku. Liczebność populacji na wolności szacuje się na 1000–2499 dorosłych osobników, a jej trend uznaje się za spadkowy. Zagrożona głównie przez polowania dla piór, kłusownictwo i chwytanie do niewoli. Gatunek ten jest ujęty w II załączniku konwencji waszyngtońskiej (CITES).